# Phina Oruche
Phina Oruche (Liverpool, 31 augustus 1969/1972) is een Nigeriaanse-Britse actrice, radiopresentator en voormalig model en is het best bekend om haar uitvoeringen als Liberty Baker in ITV's Footballers' Wives, waarvoor ze een Screen Nations Award won voor favoriete tv-ster.

## Filmografie
- Sabrina (1995)
- How Stella Got Her Groove Back (1998)
- High Freakquency (1998)
- Out in Fifty (1999)
- The Sky Is Falling (1999)
- Punks (2000)
- The Forsaken (2001)
- Happy Ever Afters (2009)

### Televisie
- Saved by the Bell: The New Class (1995)
- If Looks Could Kill (1996), tv-film
- Diagnosis Murder (1998-2000)
- Buffy the Vampire Slayer (1999-2000)
- The Bill (2006)
- Footballers' Wives (2006)
- Hollyoaks (2010)
- Taken Down (2018)